# 让-马克·杜桑
让-马克·杜桑（法語：Jean-Marc Doussain；1991年2月12日—）是一位法國橄欖球運動員。他是法國國家橄欖球隊的一員，代表法國參加了2014年橄欖球六國賽。